# John Eales
John Eales (* 27. Juni 1970 in Brisbane) ist ein ehemaliger australischer Rugby-Union-Spieler, der in der zweiten Reihe spielte. Er war Kapitän der australischen Nationalmannschaft und für den Verein Queensland Reds aktiv.
Vor seiner Laufbahn als Rugbyspieler war Eales im Cricket aktiv. Zudem absolvierte er ein Psychologiestudium an der Queensland Universität.
Er absolvierte 86 Länderspiele für Australien, davon 55 als Kapitän. Nur Will Carling und George Gregan kommen auf mehr Einsätze als Mannschaftsführer. Er spielte eine wichtige Rolle bei den zwei Weltmeisterschaftstiteln 1991 und 1999 und gehört damit neben vier Landsleuten und dem Südafrikaner Os du Randt zu den einzigen sechs Spielern, die bislang zwei WM-Titel gewinnen konnten. Eales hat mit 402 Punkten in der Super 14 die meisten Punkte aller Stürmer jemals in diesem Wettbewerb erzielt.
Nach seiner aktiven Laufbahn gründete Eales seine eigene Firma namens JohnEales5, die sich im Bereich des Sportmarketings spezialisiert hat. Bei der Weltmeisterschaft 2007 war er einer der Botschafter des Rugbysports. 1999 erhielt er die Medaille Order of Australia. Er war Namenspate der John Eales Medaille, die am Ende einer Saison an den besten australischen Spieler verliehen wird. Eales hat ein Buch geschrieben, „Learning From Legends“, das sich mit australischen Legenden aus verschiedenen Sportarten beschäftigt.